# カシノナガキクイムシ
カシノナガキクイムシ（Platypus quercivorus）とは、コウチュウ目・ナガキクイムシ科の昆虫である。広葉樹に被害を与える害虫である。成虫の体長は5mm程度の円筒状であり、大径木の内部に穿孔して棲息する。穿孔された樹木は急速に衰える。夏場でも葉が真っ赤に枯れることから、景観上の問題となることもある。

## 概要

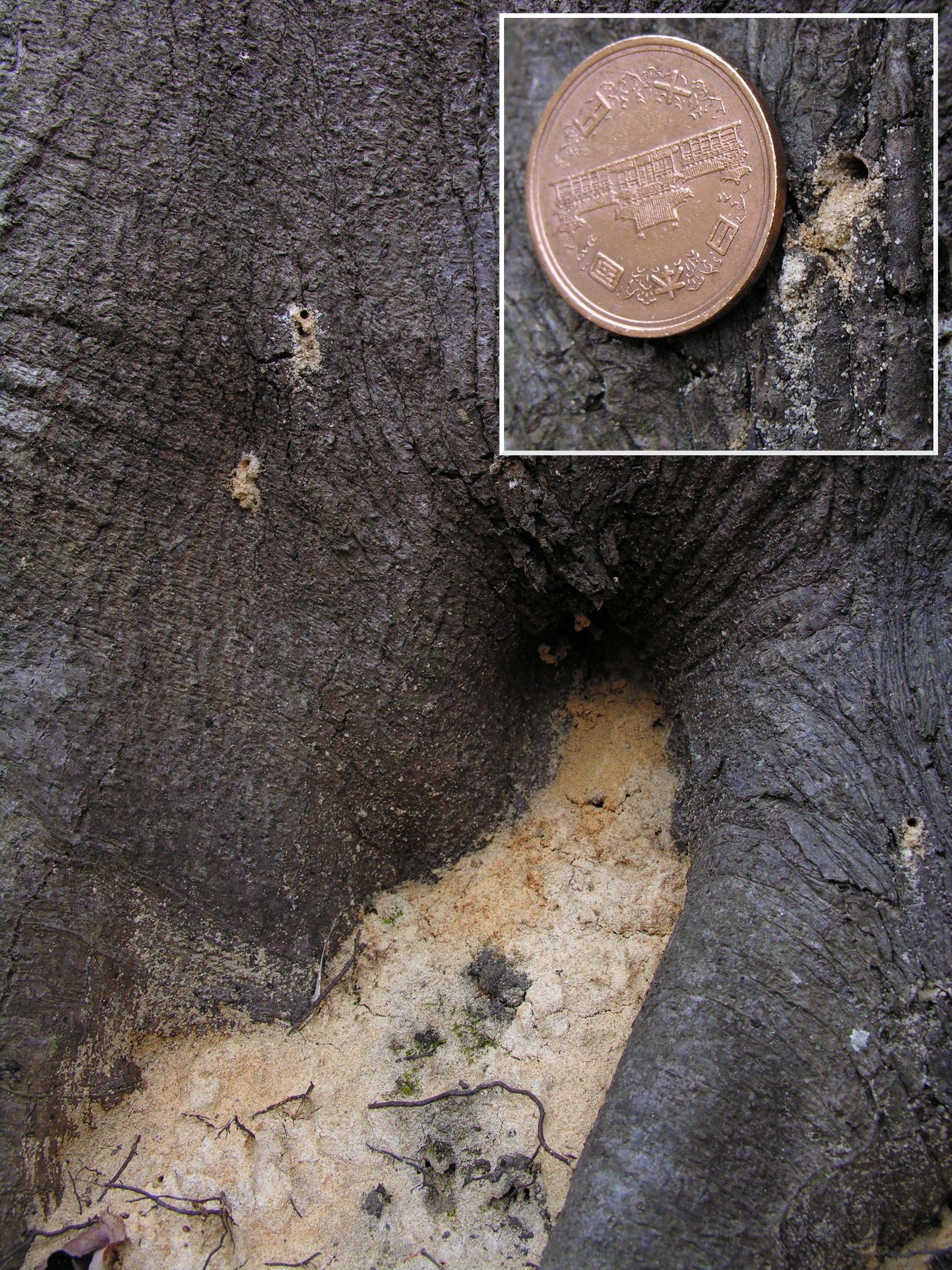
カシノナガキクイムシがあけた穴

夏場に被害が目立つようになる。樹木の周囲に、穿孔によって排出された木のくず（フラス）が散乱することも特徴である。樹種はミズナラ、カシ、シイなどが対象となりやすく、しばしば大量発生と衰退を繰り返す。
人里から離れた奥山の旧薪炭林のほか、里山でも伐採されず老齢木となった広葉樹にも被害は見られる。昆虫が病原体を運ぶことが、マツ材線虫病（松くい虫）の被害と共通しているが、両者に関連性は無い。
本種は「養菌性キクイムシ」と呼ばれるグループに属し、幹に掘ったトンネル（孔道）の内壁に繁殖した菌類（酵母）を食べて生活している。体には、マイカンギアと呼ばれる菌類を保持する特殊な器官があって、枯れた木から生きている木へと菌類を運ぶ。本種と強く結びついている菌類としては、カビの仲間であるRaffaelea quercivora（俗に「ナラ菌」と呼ばれる）がよく知られる。
本種による影響の例として、京都市の「五山送り火」で知られる如意ヶ嶽（大文字山）など東山連峰では、2005年から2010年までの6年間に亘り、本種の影響と見られるナラ枯れの被害が拡大している。

## 対策
対策として、被害木を切り倒して燻蒸する伐倒処理があるが、被害本数が多い場合は現実的ではない。殺菌剤を幹に注入し、カシノナガキクイムシの穿孔を受けても、病原菌を樹木内に蔓延させない方法もあるが、予防効果は高くない。幹をビニールシートで被覆したり、コーティング剤や殺虫剤を塗布して、カシノナガキクイムシの攻撃を回避する方法があり、韓国における同様の被害では、粘着シートの被覆が実施されている。被害が拡大しても、全ての樹木に被害が出るわけではないこと、また、被害木の周囲で天然更新が行われることから、山が丸裸になることはない。このため、なにもせずに放置するという選択肢もある。ただし、貴重な森では、専用に開発されたトラップでカシノナガキクイムシを大量捕獲する方法と、他の防除法を組み合わせた総合的な防除が実施され、御神木のような貴重木が守られているケースもある。春日山原始林では薬剤の樹幹注入と市民団体などによるトラップの設置が行われている。